# Gado Jersey

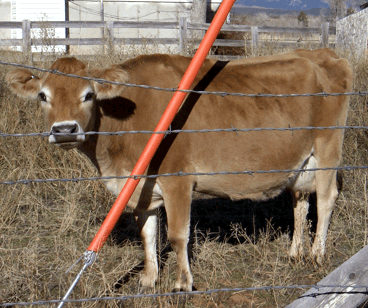
Vaca Jersey no Oeste dos Estados Unidos.

Jersey é uma raça de gado bovino da subespécie Bos taurus taurus e originária da Ilha de Jersey, no Canal da Mancha, entre a França e a Inglaterra. 

## Uso econômico
É uma raça de pequeno porte, usada principalmente como gado leiteiro, dada a qualidade de seu leite em termos de gordura e sólidos não gordurosos. Adapta-se bem a regiões de alta e de baixa temperatura, o que viabilizou sua expansão como gado leiteiro em várias partes do mundo, sendo a segunda raça mais utilizada para este fim.
Por ser uma raça de menor porte, não é comum o seu uso para corte, pois o peso de carne a ser aproveitado de cada indivíduo abatido é consideravelmente menor do que os zebuínos, por exemplo.

## Jersey no Brasil

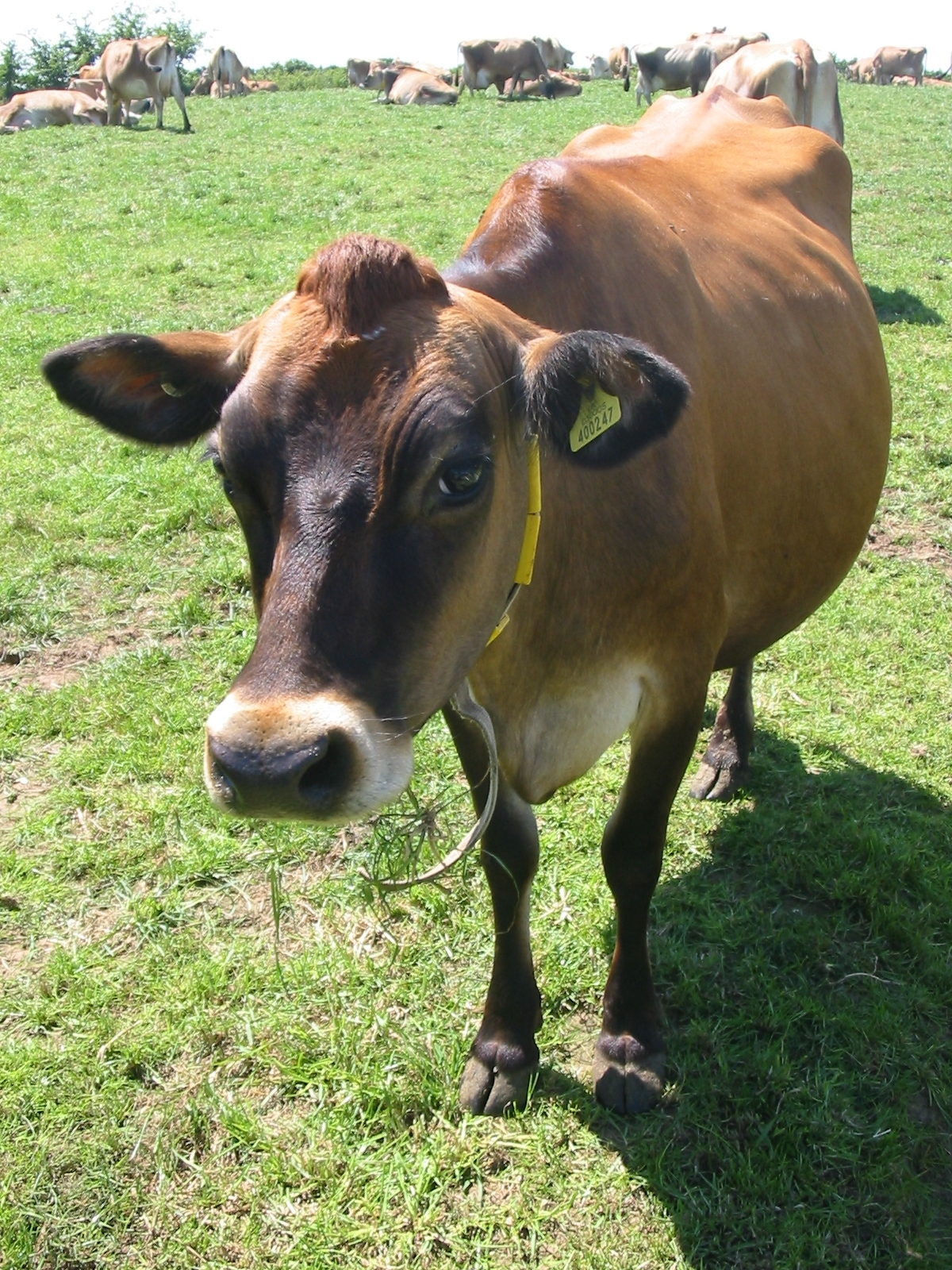

Apesar de sua origem européia, a raça foi introduzida no Brasil principalmente através da importação de animais canadenses e dos EUA.
A raça Jersey é originária de uma pequena Ilha de apenas 11.655 hectares no Canal da Mancha, entre a Inglaterra e a França (região da Normandia). É denominada “Ilha de Jersey”, e pertence ao Reino unido da Grã-Bretanha.
O gado Jersey tem sido criado puramente há mais tempo do que qualquer outra raça bovina, tendo-se desenvolvido a partir do ano 1.100. Há informações de que ela se formou do cruzamento do pequeno gado negro de Bretanha com os grandes bovinos vermelhos da Normandia.
Em 1763, foram decretadas leis que proibiam a entrada na Ilha de Jersey de qualquer animal vivo que pudesse transmitir doenças aos seus bovinos.
Até hoje, os animais que vão competir em exposições fora da Ilha, lá deverão ser vendidos, por não poderem retornar à origem. Essas leis sacramentaram a pureza da Raça.
Em 1833 foi criada a Royal Jersey Agricultural and Horticultural Society, e a 31 de março de 1834, foi realizada a primeira exposição da Raça Jersey em Cattle Market, na Beresford Street. Em 1838 foi criado um sistema de pontuação baseado na classificação obtida nos julgamentos das exposições. As pontuações eram anotadas em um sistema de registro que deu origem ao Herd Book, efetivado em 1866.
O mais importante acontecimento em toda a história da Raça Jersey foi, indubitavelmente, a criação do Jersey Herd Book, a 4 de abril de 1866. Na primeira inspeção, seis jurados inscreveram 42 touros como “Rebanho Fundador”, e uma semana depois, 182 vacas foram inscritas, iniciando assim o Jersey Herd Book, a partir do qual todo o gado Jersey Puro de Origem se origina. A partir daí, a própria Associação passou a incrementar a seleção da raça em termos de rusticidade, precocidade, prolificidade, facilidade de parição, longevidade, e produção leiteira e manteigueira.

## Introdução no Brasil
No Brasil, o Jersey foi introduzido em 1896 no Rio Grande do Sul, pelo grande pecuarista e embaixador Joaquim Francisco de Assis Brasil. O primeiro Herd book da raça no país é o de Pedras Altas (nome de sua propriedade). Posteriormente, face a expansão territorial do Jersey no Rio Grande do Sul, esta tarefa passou a ser executada pela Secretaria da Agricultura. Em 1954 esses livros foram transferidos para a Associação dos Criadores de gado Jersey do Brasil, fundada em 1938 no Rio de Janeiro. A expansão da raça no país e no continente foi rápida.

## Ligações Externas
- http://www.gadojerseybr.com.br/
- https://web.archive.org/web/20090918044044/http://www.jerseyminas.com.br/
- http://www.worldjerseycattle.com
- http://www.jerseycanada.com